# Step Forward
Step Forward (1989-1991) var ett av de första hardcore-band som kom från Umeå och deras demo var även det första släppet som Umeå Hardcore gjorde. Step Forward var även ett av de första band i Sverige som uppmärksammade straight edge.
Sångaren Dennis Lyxzén skulle senare bilda mer uppmärksammande Refused, Final Exit och The (International) Noise Conspiracy. Trummisen Jens Nordén gick vidare till The Vectors, Regulations och återfinns sedan 2008 även i AC4, återigen med Lyxzén.

## Members
- Dennis Lyxzén - sång
- Toft Stade - bas
- Jens Norden - trummor
- Henrik Jansson - gitarr

## Diskografi
- It Did Make a Difference - CD Desperate Fight Records 1996